# ماركو ديوكوفيتش
ماركو ديوكوفيتش (بالصربية: Марко Ђоковић) مواليد 20 أغسطس 1991 في بلغراد، جمهورية يوغوسلافيا الاشتراكية الاتحادية، هو لاعب كرة مضرب صربي سابق بدأ مسيرته كمحترف سنة 2007 وكان يلعب باليد اليمنى. أعلى تصنيف له في الفردي كان المركز الـ 581 في سنة 2012. أعلى تصنيف له في الزوجي كان المركز الـ 629 في سنة 2013.

## روابط خارجية
- ماركو ديوكوفيتش على موقع رابطة محترفي التنس (الإنجليزية)
- ماركو ديوكوفيتش على موقع الاتحاد الدولي لكرة المضرب (الإنجليزية)
- ماركو ديوكوفيتش على موقع خلاصة التنس.كوم (الإنجليزية)
- ماركو ديوكوفيتش على موقع إي إس بي إن.كوم (الإنجليزية)